# キャッツ (ゲーム)
『キャッツ』(Catz)は、2007年2月22日にユービーアイソフトが発売したニンテンドーDS用のソフトウェアである。アメリカでは2006年11月30日、ヨーロッパでは2006年12月15日に発売された。

## 概要
ネコのふれあい、ネコの世話などができるゲーム。
また、DSの特性を生かした「ワイヤレス通信」により、他のユーザーの「CATカード」交換をすることができる。

## キャッツ2 だいすきにゃんにゃんパーク
『キャッツ2 だいすきにゃんにゃんパーク』(Catz)は、2007年11月29日にユービーアイソフトが発売したニンテンドーDS用のソフトウェアである。ワイヤレスプレイ対応は削除。
初回特典として「2008年 オリジナル猫カレンダー」が数量限定で店頭配布される。